# Urothoe brevicornis
Urothoe brevicornis är en kräftdjursart som beskrevs av Charles Spence Bate 1862. Urothoe brevicornis ingår i släktet Urothoe och familjen Urothoidae. Inga underarter finns listade i Catalogue of Life.